# Michał Nalepa
Michał Nalepa (Chrzanów, 1993. január 22. –) lengyel korosztályos válogatott labdarúgó, a Zagłębie Lubin hátvédje.

## Pályafutása

### Wisla Kraków
Michał Nalepa 2007-ben került a Wisla Kraków utánpótlásába, ahol 17 esztendősen megkapta első profi szerződését, és első szezonjában majd harminc mérkőzésen lépett pályára az ifjúsági csapatban. A következő két idényben egyaránt kölcsönben szerepelt, előbb a Radzionków, majd a Nieciecza csapatában. A krakkói csapatba 2013. július 19-én mutatkozott be a felnőttek között, a 2013-14-es idényben  16 bajnoki és két kupamérkőzésen lépett pályára a Wislában.

### Ferencváros
2014. június 7-én hároméves szerződést írt alá a Ferencvároshoz.
A 2015-2016-os idény végén bajnoki címet és kupagyőzelmet ünnepelhetett a fővárosi zöld-fehérekkel.
A következő idény végén újabb kupagyőzelmet ünnepelhetett a zöld-fehérekkel, majd a szezon végén lejáró szerződését nem hosszabbította meg. 2017. június 14-én négyéves szerződést írt alá a Lechia Gdańsk együtteséhez.

### A válogatottban
Nalepa egészen az U16-os korosztálytól kezdve tagja volt a lengyel utánpótlás válogatottaknak, az U17-es, és az U19-es, és az U20-as nemzeti csapatnak is alapembere és csapatkapitánya is volt.

## Sikerei, díjai
Ferencvárosi TC: 
- Magyar bajnok: 2016
- Magyar ligakupa-győztes: 2015
- Magyar kupa-győztes: 2015, 2016, 2017
- Magyar első osztály-ezüstérmes: 2015
- Magyar szuperkupa-győztes: 2015

 KS Lechia Gdańsk:
- Lengyel kupa-győztes: 2019[9]